# Rô phi sông Nin
Rô phi sông Nin, hay rô phi vằn, còn gọi đơn giản là rô phi (danh pháp hai phần: Oreochromis niloticus) là một loài cá thuộc họ Cá hoàng đế (Cichlidae), có nguồn gốc từ châu Phi, là loài bản địa của khu vực từ Syria tới miền đông châu Phi, qua Congo tới Liberia. Nó là loài cá có giá trị kinh tế cao và đã được đưa vào nuôi tại nhiều khu vực khác nhau, trong đó có Việt Nam; trên phạm vi thế giới, có lẽ nó chỉ đứng sau rô phi Mozambique (hay rô phi đen, O. mossambicus) trong số các loài cá của họ này được con người nuôi thả. Tại Việt Nam, dạng đột biến của nó còn có tên gọi là cá điêu hồng (diêu hồng) hoặc rô phi Đài Loan, rô phi Florida, rô phi Israel.
Một số tài liệu cho thấy chúng là loài cá sinh sống bằng sinh vật phù du và là động vật ăn tạp. Chúng cũng ăn cả các loại thực vật ở mức độ mà người ta có thể sử dụng trong kiểm soát cỏ dại.

## Phân loài

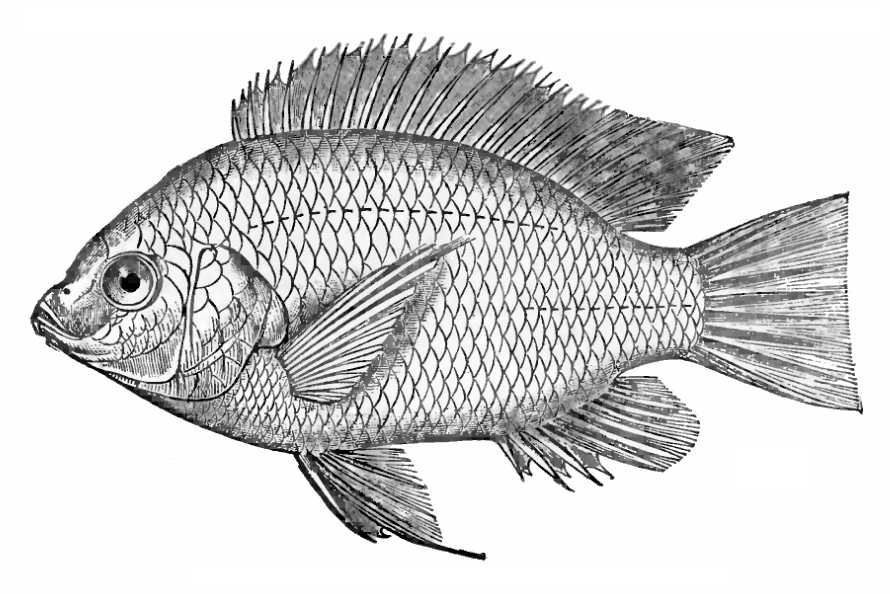

- Oreochromis niloticus baringoensis Trewavas, 1983
- Oreochromis niloticus cancellatus Nichols, 1923
- Oreochromis niloticus eduardianus Boulenger, 1912
- Oreochromis niloticus filoa Trewavas, 1983
- Oreochromis niloticus niloticus Linnaeus, 1758
- Oreochromis niloticus sugutae Trewavas, 1983
- Oreochromis niloticus tana Seyoum & Kornfield, 1992
- Oreochromis niloticus vulcani Trewavas, 1933

## Hình ảnh

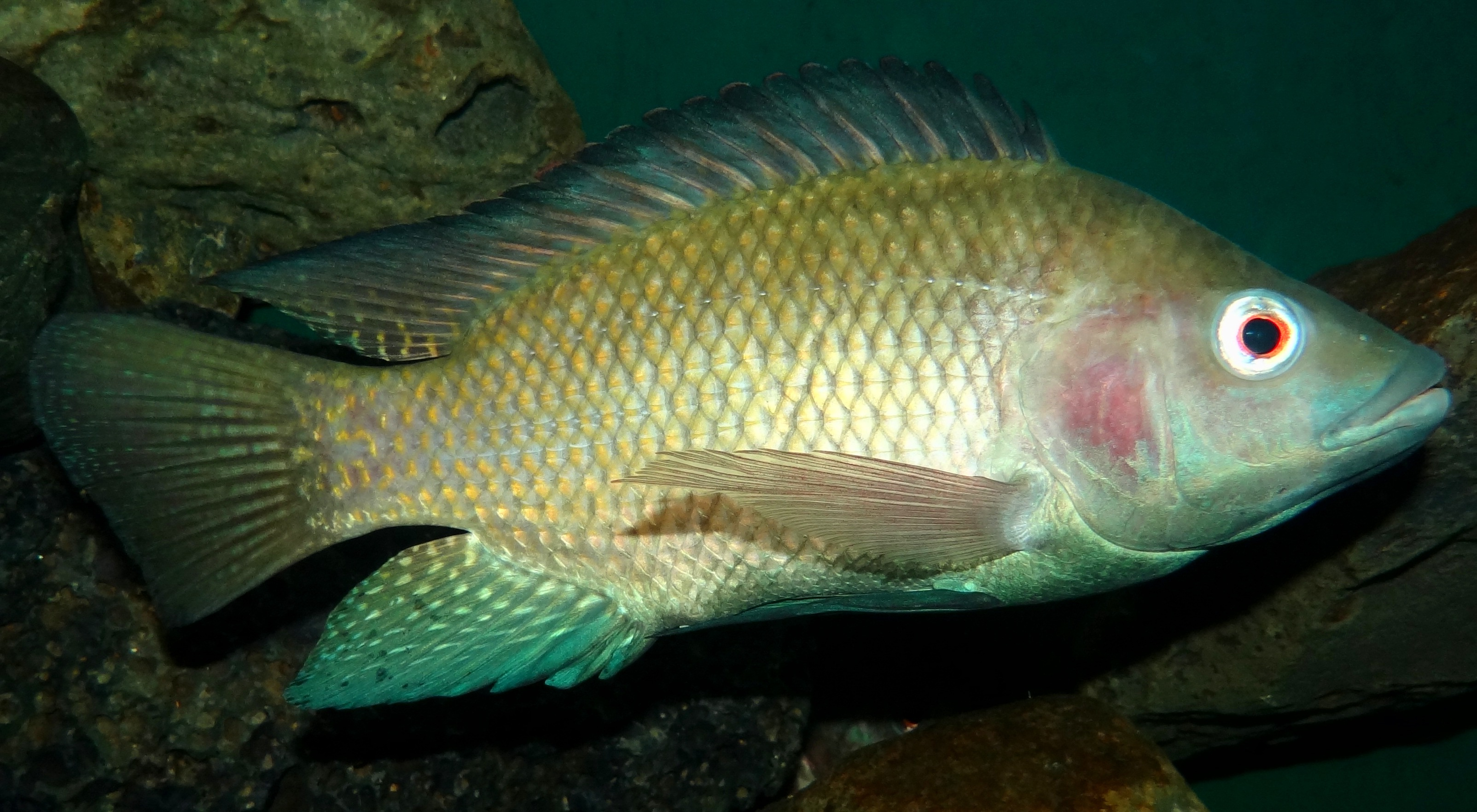
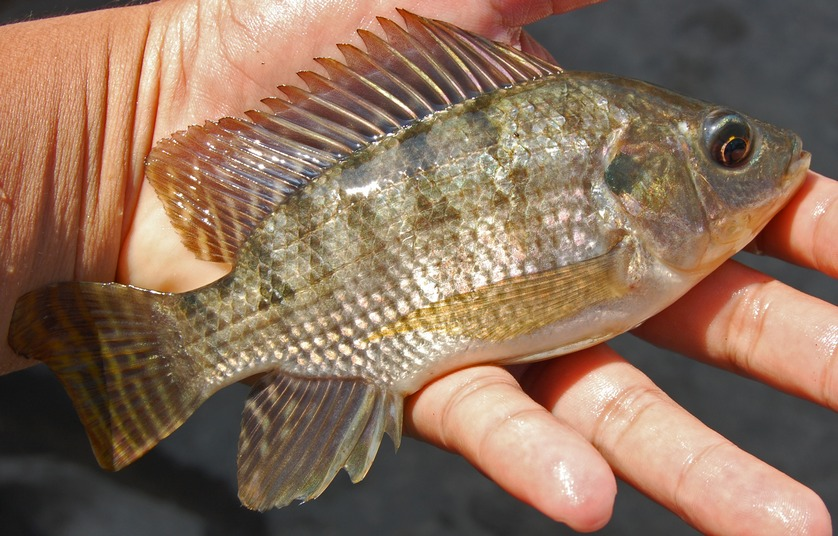
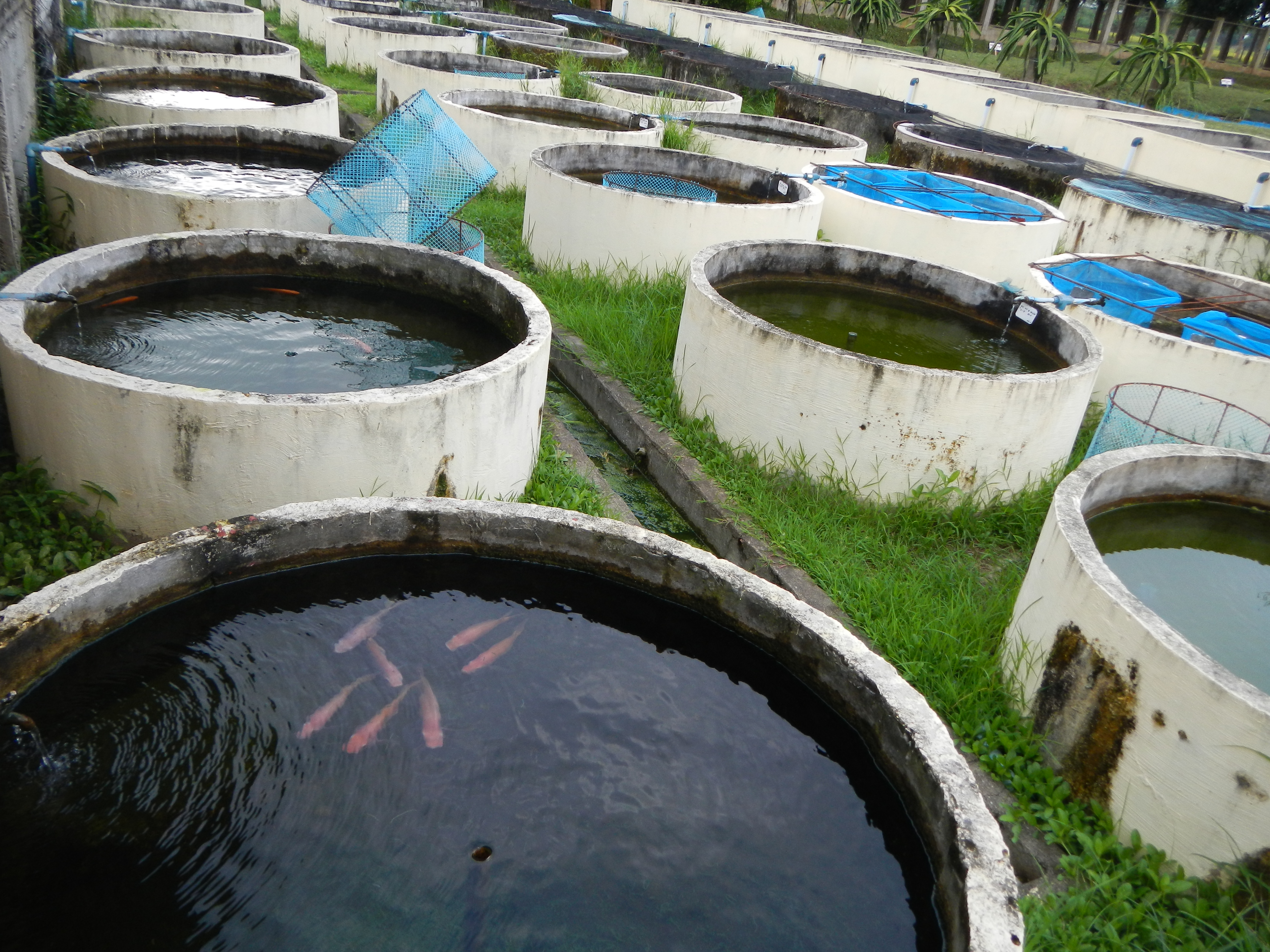
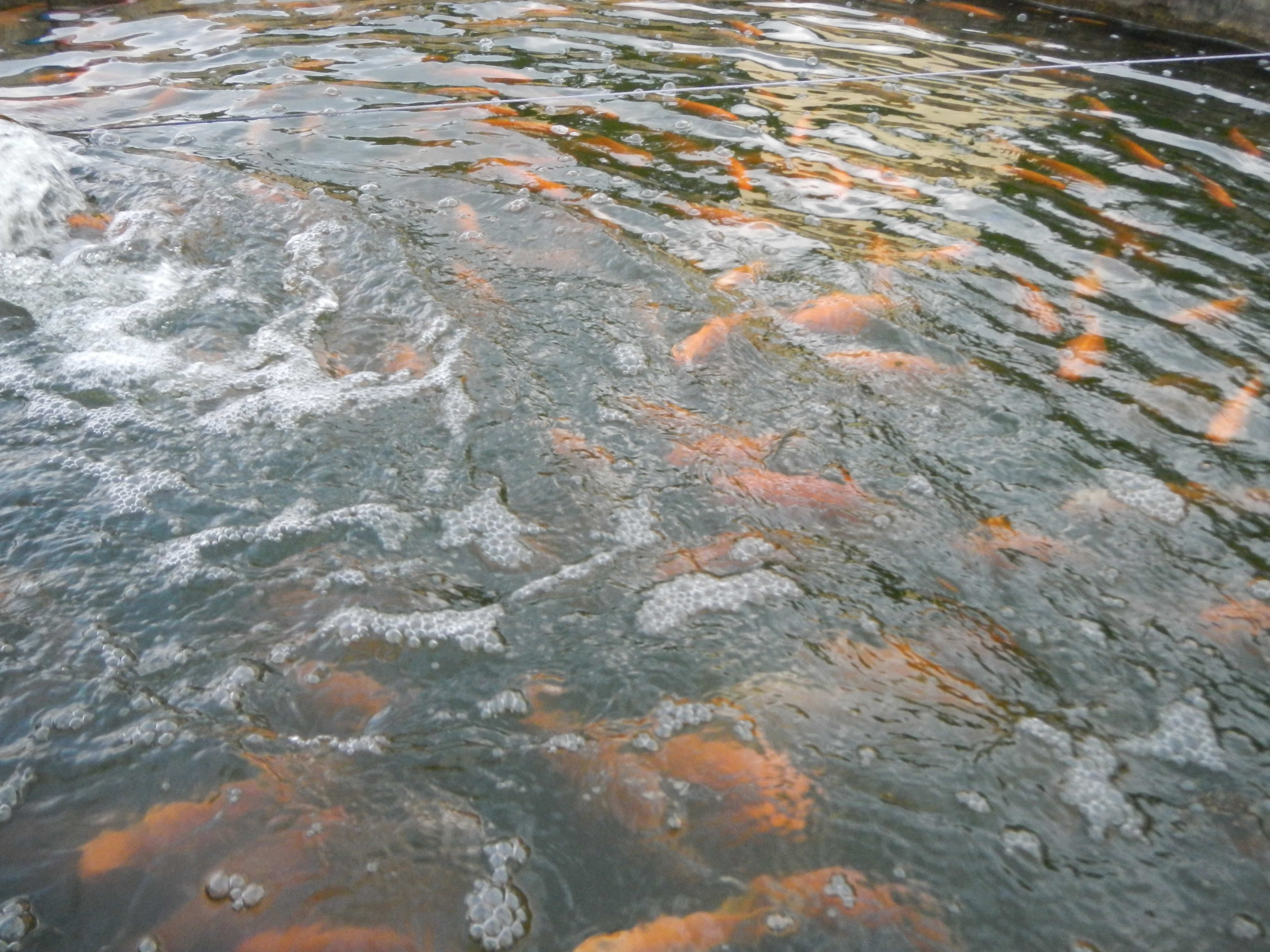